# Francesco Pona
Francesco Pona (Verona, 11 ottobre 1595 – Verona, 2 ottobre 1655) è stato un medico, filosofo e scrittore italiano della Repubblica di Venezia. 
Seguace dell'aristotelismo padovano, fu autore di testi di medicina e anatomia in latino, nonché di opere letterarie in lingua italiana, la più importante delle quali è La lucerna.

## Biografia
Nato a Verona, studiò medicina all'Università di Padova con Cesare Cremonini e si laureò a Bologna nel 1617. Entrò nell'Accademia degli Incogniti di Venezia (nota per l'atteggiamento libertino e anticlericale di molti degli intellettuali suoi membri) con il nome accademico di «L'Assicurato» e si affiliò anche all'Accademia dei Gelati di Bologna.
Le sue prime opere, Sileno (1620) e Il paradiso de' fiori (1622), descrivono il Giardino Giusti di Verona e attestano la sua competenza botanica.
Il dialogo fantastico La lucerna, pubblicato nel 1625 con lo pseudonimo di Eureta Misoscolo Academico Filarmonico e più volte ripubblicato, fu messo all'Indice nel 1626. Dopo l'abiura del 1636, Pona pubblicò la palinodia Antilucerna (1648) e si orientò verso scritti devozionali e scientifici.
Durante la peste del 1630 servì come medico nella sua città natale e descrisse l'epidemia, che aveva ucciso circa il 60% della popolazione, ne Il gran contagio di Verona (1631).
Nel 1650 l'imperatore Ferdinando III gli conferì il titolo di storiografo. Pona morì a Verona nel 1655.

### Attività letteraria

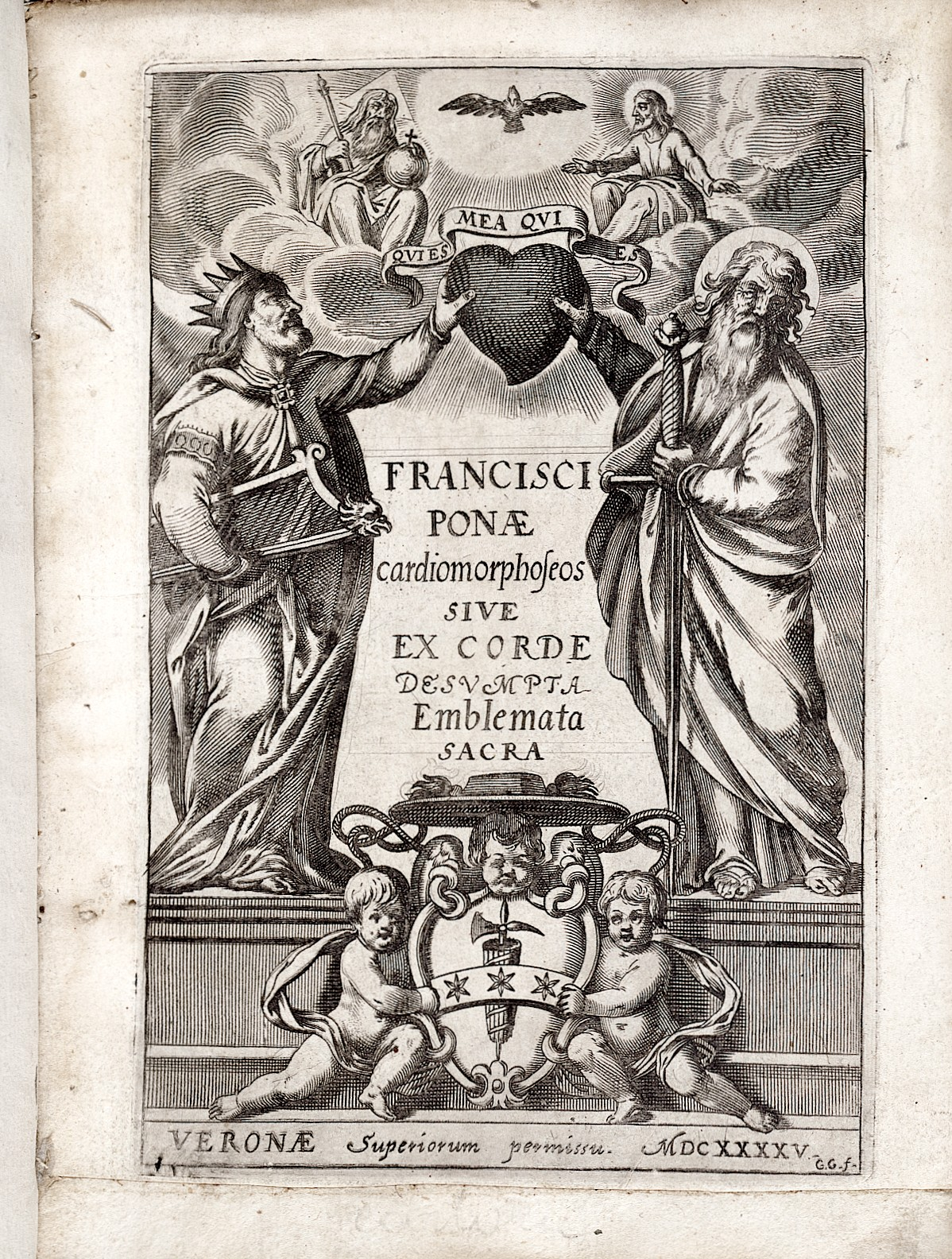
Cardiomorphoseos sive ex corde desumpta emblemata sacra, Vérone, 1645

Nella sua carriera, Pona sperimentò generi letterari diversi, spaziando dalle commedie e dalle tragedie alla storiografia, anche avvalendosi dei suoi studi medicina e anatomia. Si interessò soprattutto alla letteratura classica e italiana precedente, che riassunse in vario modo nella sua opera principale, la raccolta di novelle La lucerna.
Dopo la conversione a un cattolicesimo osservante, verso la fine degli anni 1620, Pona rinnegò le sue opere precedenti e si dedicò, senza trascurare quelle scientifiche, alla composizione di opere morali di ispirazione religiosa e agiografica. Di particolare importanza sono il dramma morale in quattro atti Parthenio (1627), che rappresenta il trionfo della verginità (i due personaggi principali – Partenio e Virginità – si sposano, e quest'ultima infine guida lo sposo in Paradiso) e il dramma sacro in cinque atti Il Christo Passo (1629).
Ormondo (1635), con i suoi cinque racconti all'interno, offre un'interessante miscela di tradizione romanzata e novella. Pona è noto anche per le sue traduzioni delle Metamorfosi di Ovidio (1617), del De nuptiis Philologiae et Mercurii di Marziano Capella e dell'Argenide (Argenis) di John Barclay (1629). Verso la fine della sua vita scrisse un libro di emblemi, Cardiomorphoseos, sive ex corde desumpta emblemata sacra (1645), definito "un punto di sutura tra le imprese rinascimentali e gli emblemi barocchi".
Tra opere scientifiche di Pona spicca Il gran contagio di Verona (1631), di valore storiografico.

#### La lucerna
La lucerna è un'opera narrativa originale, un dialogo che ha come protagonista un unico personaggio in trasformazione, sul modello del romanzo ellenistico e dell'opera di Apuleio. L'opera è divisa in quattro sere nelle quali il personaggio autobiografico Eureta, uno studente dell'università di Padova, ascolta il racconto della sua lucerna, che contiene un'anima più volte reincarnata, secondo la teoria già classica, che si ritrova in Platone, della metempsicosi.
La lucerna racconta storie provenienti da ogni tempo e luogo, e questo è il pretesto per poter mescolare generi e autori, imitando e citando, secondo la teoria di Marino per cui l'arte è un'imitazione dell'arte stessa. Nell'opera si passa dall'incarnazione in animali, all'incarnazione in uomini e donne, per passare poi a un filosofo aristotelico, a una cortigiana, a Cleopatra, a un personaggio della letteratura precedente, rileggendo in chiave nuova novelle del Boccaccio o delle raccolte precedenti. Altre novelle si basano sul fatto che la lucerna è stata venduta e arriva a Venezia, passando da una casa a un'altra, con spunti narrativi così esotici, erotici e dell'orrore. Il testo diventa così un grande insieme di materiale narrativo vario, con la possibilità di unire in un'unica opera generi e forme diverse.
L'opera venne messa all'Indice nel 1626 e fu sconfessata dall'autore nel 1636, tanto che nel 1648 egli pubblicò una palinodia intitolata L'Antilucerna, nella quale Pona, obbedendo alle violente critiche religiose, fa sfilare pie immagini e pentite meretrici al posto delle cortigiane, delle regine e dei principi presenti nella Lucerna.
Malgrado la sua eterodossia, La lucerna fu così popolare da avere cinque riedizioni prima della fine del decennio.

## Opere
- Rime, Verona, Bartolomeo Merlo, 1617.
- Trasformatione del primo libro delle Metamorfosi di Ovidio, Verona, Bartolomeo Merlo, 1618.
- Sileno overo delle bellezze del luogo del conte Giusti, Verona, Angelo Tamo, 1620.
- Il paradiso de' fiori overo l'archetipo de' giardini, Verona, Angelo Tamo, 1622.
- Discorsi sopra la poetica d'Aristotele, Verona, Ignoti, 1622.
- Il primo di Agosto celebrato da alcune giovani ad una fonte, Verona, Bartolomeo Merlo, 1623.
- La lucerna, Venezia, Marco Ginammi, 1625.
- La Maschera iatropolitica, overo cervello e cuore principi rivali, Venezia, Marco Ginammi, 1627.
- Sonetti berneschi, Verona, Bartolomeo Merlo, 1627.
- Parthenio overo della Verginità, Venezia, Angelo Salvadori, 1627.
- Discorsi sopra le morali di Aristotele a Nicomaco, Venezia, Marco Ginammi, 1627.
- Della contraria forza di due begli occhi, Venezia, Marco Ginammi, 1627.
- (LA) Medicinæ anima sive rationalis praxis epitome, Verona, Emanuele Lerma, 1629.
- (LA) Elogia utroque Latii stylo conscripta, Verona, Emanuele Lerma, 1629.
- Il Christo passo, tragedia sacra, Venezia, Francesco Storti, 1629.
- Il gran contagio di Verona nel 1630, Verona, Bartolomeo Merlo, 1631.
- La Messalina, Venezia, Giacomo Sarzina, 1633.
- Li dodeci Cesari, Verona, Bartolomeo Merlo, 1633.
- L'Ormondo (7 libri), Padova, Giacomo Sarzina, 1635.
- La Cleopatra, tragedia, Venezia, Giacomo Sarzina, 1635.
- La Virgiliana, drama libero, Verona, Bartolomeo Merlo, 1635.
- Il giudizio di Paride, favola musicale, Verona, Bartolomeo Merlo, 1635.
- La Galeria delle donne celebri, Roma, Mascardi, 1641.
- Trattato de' veleni e la cura, Verona, Bartolomeo Merlo, 1643.
- (LA) Cardiomorphoseos sive ex corde desumpta emblemata sacra, Verona, Bartolomeo Merlo, 1645.
- L'Antilucerna, dialogo di Eureta Misoscolo, Verona, Francesco Rossi, 1648.
- L'Adamo, Verona, Bartolomeo Merlo, 1650.
- (LA) Plantarum juxta humani corporis dissectionem historia anatomica, Verona, Bartolomeo Merlo, circa 1650.
- (LA) Academico-medica Saturnalia, Verona, Bartolomeo Merlo, 1652.
- Dell'eccellenza, et perfettione ammirabile della donna, Verona, Francesco Rossi, 1653.

### Traduzioni
- Ovidio, Metamorfosi. Libro I, Verona, Bartolomeo Merlo, 1618.
- Marziano Capella, Le nozze di Filologia e Mercurio, Padova, G. B. Martini, 1629.
- John Barclay, L'Argenide, Venezia, G. Salis, 1629.

### Edizioni critiche delle opere di Pona
- Giorgio Fulco (a cura di), La lucerna, Roma, Salerno editrice, 1973, SBN PAL0002336.
- Danilo Romei (a cura di), La Messalina (PDF), testo con le due redazioni a fronte, Banca Telematica "Nuovo Rinascimento", 2011.